# Micromia fulvipuncta
Micromia fulvipuncta là một loài bướm đêm trong họ Geometridae.